# 丸山ナオミ
丸山 ナオミ（まるやま ナオミ、3月1日 - ）は、日本の女性声優。青森県出身。LAL所属。

## 略歴
スタジオカンブリア出身。かつてはACT.OZに所属していた。

## 人物
趣味には献血とホラー鑑賞、特技にはスキーと津軽弁をそれぞれ挙げている。献血は100回を超えているという。
2019年7月14日の『XFLAG PARK 2019』にて行われた「天聖声優オーディション」の最終審査では、『モンスターストライク』のホド役に選ばれた。その後のアフレコで、オーディションの際に演じたイメージに引っ張られ、「そんなに高い声じゃなくていいよ」と言われ、修正が難しかったという。

## 出演

### テレビアニメ
2014年
- 蟲師 続章（子供）

2015年
- うしおととら（婢妖、側室A）

2016年
- マクロスΔ（おばちゃん、おばあさん）
- コンクリート・レボルティオ〜超人幻想〜THE LAST SONG（映画の客）

2017年
- 鬼平（女房）
- 妖怪ウォッチ（節子さん）
- 僕のヒーローアカデミア（2017年 - 2024年、生徒、おばさんフック、村民） - 3シリーズ
- アニメガタリズ（六本木透、放送部員）

2018年
- 新幹線変形ロボ シンカリオン（2018年 - 2021年、担任の先生、おばちゃん、おばあちゃん、長岡イノリ、妻 他） - 2シリーズ
- 進撃の巨人（ディモの妻）
- からくりサーカス（2018年 - 2019年、体育教師、葬儀参列者、トメ、老人）

2020年
- GO!GO!アトム
- もっと!まじめにふまじめ かいけつゾロリ（2020年 - 2021年、ママ、ダジャレー夫人、王妃、エレア、おばさん 他） - 2シリーズ
- THE GOD OF HIGH SCHOOL ゴッド・オブ・ハイスクール（イ・マリン）

2021年
- ましろのおと（しろっち）
- SHAMAN KING（老婆）

2023年
- MFゴースト（主婦）

2024年
- ダンジョン飯（女オーク）
- SHAMAN KING FLOWERS（女子生徒A）
- シンカリオン チェンジ ザ ワールド（おばあちゃん、シオン祖母）
- ポケットモンスター（女性）

2025年
- ヴィジランテ-僕のヒーローアカデミア ILLEGALS-（主婦）

### OVA
- がんばれ!メメ子ちゃん（2008年、岸田）
- Hybrid Child（2014年、黒田少年期）

### Webアニメ
- ひぷほぷ!（ミット少年）
- がくモン!〜オオカミ少女はくじけない〜（2014年、ティミド）
- モンスターストライク（2019年、ホド[14]）
- PLUTO（2023年、ガイド）

### ゲーム
2013年
- GUN SPIRITS（アンコック）
- CONCEPTIONII 七星の導きとマズルの悪夢（ルーゼ）
- ピヨピヨクエスト（勇者クレスト）
- 封印（スタフド・セビラノ）
- 風雨来記3（轍、男性 他）

2014年
- ヴァンパイア・ブライド（十七夜朔真）
- 100TURN勇者（お金持ちな青年）

2015年
- TO-FU POP!（数キャラ）

2016年
- 蒼き雷霆 ガンヴォルト 爪
- COME-置き去りの記憶-
- 田舎の高校であった怖い話（C君）
- トリックスター 〜召喚士になりたい〜（カラン）
- リング☆ドリーム 女子プロレス大戦（アイアン羽左間）

2023年
- 帰ってきた 名探偵ピカチュウ

### ドラマCD
- 私立クレアール学園〜秘密のガーディアン（アニキ）
- グラップラー刃牙
- 終わりのセラフ（少年）
- MURCIELAGO-ムルシエラゴ（青年）

### 吹き替え
- オビ＝ワン・ケノービ（フォース・シスター〈リヤ・キールステッド〉）
- パブー&モジーズ（ウォルター・ホエール）
- SING/シング（近所の女ヒヒ[19]）
- ドクター・フー シーズン11（フランキー）
- ミッドサマー（コニー〈エローラ・トルキア〉[20]）

### その他コンテンツ
- 森のえほん館 絵本の読み聞かせアプリ「こわがりひこうきのブル」「しんかいへいこう」

### シリーズ一覧
1. ↑  第2期（2017年）、第3期（2018年）、第7期（2024年）
2. ↑  『新幹線変形ロボ シンカリオン』（2018年 - 2019年）、『新幹線変形ロボ シンカリオンZ』（2021年）
3. ↑  第1シリーズ（2000年）、第2シリーズ（2021年）